# Giuseppe Berti (1899-1979)
Giuseppe Berti (Mortara, 8 dicembre 1899 – Piacenza, 7 giugno 1979) è stato un politico, docente e antifascista italiano.

## Biografia
Nacque a Mortara, in provincia di Pavia, l'8 dicembre 1899, ma a soli 7 anni si trasferì con la famiglia a Piacenza, poiché il padre era un ferroviere itinerante che prese dimora nel quartiere di Porta Galera (l'odierno quartiere Roma), a pochi passi dalla stazione.
Berti si diplomò all'Istituto magistrale di Piacenza e fu arruolato nella Prima guerra mondiale tra i ragazzi del '99, andando a combattere sul Montello, nel 7º Reggimento telegrafisti. Nel 1927 conseguì la laurea in lettere e filosofia presso l'Università Cattolica del Sacro Cuore di Milano, iniziando ad insegnare alle elementari e poi alle scuole serali di alfabetizzazione degli adulti. Nel 1936 conseguì anche il diploma in archivistica e paleografia presso l'Archivio di Stato di Milano. Partecipò alla fondazione del Partito Popolare e fu membro dell'Azione giovanile cattolica della chiesa parrocchiale di Sant'Anna in via Scalabrini, posizionandosi da subito contro la dittatura fascista e subendo per questo violenze fisiche.
Dal 1938 al 1970 insegnò filosofia al liceo classico "Daniele Manin" di Cremona. Durante la Seconda guerra mondiale, Berti si unì alla Resistenza partigiana nel Cremonese seguendo i suoi giovani arruolati nelle formazioni partigiane. Fondò in quegli anni anche la Conferenza di San Vincenzo di Sant'Anna col compito di assistere i poveri e i bisognosi della zona. Fu arrestato a Piacenza il 7 dicembre 1944, mentre lasciava la sede della Federazione universitaria cattolica italiana di via San Giovanni. Fu liberato nella notte fra Natale e Santo Stefano grazie all’intervento di Giuseppe Prati, comandante partigiano della Divisione Val d’Arda: fu scambiato con un sergente della Repubblica Sociale Italiana.
Nel secondo dopoguerra entrò nelle file della Democrazia Cristiana e, alle prime elezioni politiche del 1948 della neonata Repubblica, Berti venne eletto alla Camera dei deputati. Alla fine della legislatura decise di tornare a tempo pieno a fare l'insegnante.
Pur essendo un uomo di scuola, sentì fortemente i problemi del mondo operaio e vi si impegnò con dedizione, attraverso le Associazioni cristiane lavoratori italiani, operando sul piano organizzativo e formativo, con azione instancabile: corsi residenziali per dirigenti, scuola sociale di circolo, centro per l’istruzione professionale. Fu anche il primo presidente dell'Istituto storico della Resistenza di Piacenza.
Per molti giovani e studenti fu un vero maestro di umanità e testimone di una profonda fede laicale, tanto da soprannominarlo in dialetto al Prufessur, oltre che per il suo stile sobrio, la sua capacità di ascolto, la sua premura nel farsi carico dei problemi.
Morì il 7 giugno 1979, all'età di 79 anni, a Piacenza, a causa di un investimento d'auto prima di andare nella "sua" Sant'Anna, dove si recava come usuale per la messa giornaliera.